# جيفري أولمان
جيفري أولمان (بالإنجليزية: Jeffrey Ullman) هو عالم حاسوب وأستاذ جامعي أمريكي، ولد في 22 نوفمبر 1942 في نيويورك في الولايات المتحدة.

## وصلات خارجية
- الموقع الرسمي